# Fortune Global 500 (2012)
Navigation
Fortune Global 500 (2011) Fortune Global 500 (2013)
La liste ci-dessous répertorie les 25 plus grandes entreprises mondiales par chiffre d'affaires de 2011 selon le Fortune Global 500. Les chiffres ont été publiés en 2012 et sont indiqués en millions de dollars américains.

## Classement par entreprise
| Rang | Nom                                  | Siège social   | Pays         | Chiffre d'affaires (millions $) | Bénéfice (millions $) | Employés  | Branche                      | Directeur               | Évolution 2011 |
| ---- | ------------------------------------ | -------------- | ------------ | ------------------------------- | --------------------- | --------- | ---------------------------- | ----------------------- | -------------- |
| 1.   | Royal Dutch Shell                    | La Haye        | Pays-Bas     | 481 700                         | 26 600                | 87 000    | Pétrole                      | Peter Voser             | (=)            |
| 2.   | Wal-Mart                             | Bentonville    | États-Unis   | 469 200                         | 17 000                | 2 200 000 | Commerce de détail           | Michael T. Duke         | (+1)           |
| 3.   | ExxonMobil                           | Irving         | États-Unis   | 449 900                         | 44 900                | 88 000    | Pétrole                      | Rex Tillerson           | (-1)           |
| 4.   | Sinopec                              | Pékin          | Chine        | 428 200                         | 8 200                 | 1 015 039 | Pétrole                      | Fu Chengyu              | (+1)           |
| 5.   | China National Petroleum Corporation | Pékin          | Chine        | 408 600                         | 18 200                | 1 674 541 | Pétrole                      | Zhou Jiping             | (+1)           |
| 6.   | BP                                   | Londres        | Royaume-Uni  | 388 300                         | 11 600                | 85 700    | Pétrole                      | Robert W. Dudley        | (-2)           |
| 7.   | State Grid Corporation               | Pékin          | Chine        | 298 400                         | 12 300                | 849 594   | Électricité                  | Liu Zhenya              | (=)            |
| 8.   | Toyota Motor                         | Toyota         | Japon        | 265 700                         | 11 600                | 333 498   | Automobile                   | Akio Toyoda             | (+2)           |
| 9.   | Volkswagen                           | Wolfsbourg     | Allemagne    | 247 600                         | 27 900                | 549 763   | Automobile                   | Martin Winterkorn       | (+3)           |
| 10.  | Total                                | Courbevoie     | France       | 234 300                         | 13 700                | 97 126    | Pétrole                      | Christophe de Margerie  | (+1)           |
| 11.  | Chevron                              | San Ramon      | États-Unis   | 233 900                         | 26 200                | 62 000    | Pétrole                      | John S. Watson          | (-3)           |
| 12.  | Glencore Xstrata                     | Baar           | Suisse       | 214 400                         | 1 000                 | 61 000    | Négoce en matières premières | Ivan Glasenberg         | (+2)           |
| 13.  | Japan Post Holdings                  | Tokyo          | Japon        | 190 900                         | 6 800                 | 209 000   | Services                     | Taizo Nishimuro         | (=)            |
| 14.  | Samsung Electronics                  | Séoul          | Corée du Sud | 178 600                         | 20 600                | 236 000   | Electronique                 | Oh-Hyun Kwon            | (+6)           |
| 15.  | E.ON                                 | Düsseldorf     | Allemagne    | 169 800                         | 2 800                 | 72 083    | Énergie                      | Johannes Teyssen        | (+1)           |
| 16.  | Phillips 66                          | Houston        | États-Unis   | 169 600                         | 4 100                 | 13 500    | Énergie                      | Greg C. Garland         | NC             |
| 17.  | ENI                                  | Rome           | Italie       | 167 900                         | 10 000                | 77 838    | Pétrole                      | Paolo Scaroni           | (=)            |
| 18.  | Berkshire Hathaway                   | Omaha          | États-Unis   | 162 500                         | 14 800                | 288 500   | Finance                      | Warren Buffett          | (+6)           |
| 19.  | Apple                                | Cupertino      | États-Unis   | 156 500                         | 41 700                | 76 100    | Electronique                 | Tim Cook                | (+36)          |
| 20.  | AXA                                  | Paris          | France       | 154 600                         | 5 300                 | 94 364    | Assurances                   | Henri de Castries       | (+5)           |
| 21.  | Gazprom                              | Moscou         | Russie       | 153 500                         | 38 100                | 417 000   | Pétrole & Gaz                | Alexeï Miller           | (-6)           |
| 22.  | General Motors                       | Détroit        | États-Unis   | 152 300                         | 6 200                 | 213 000   | Automobile                   | Daniel F. Akerson       | (-3)           |
| 23.  | Daimler AG                           | Stuttgart      | Allemagne    | 146 900                         | 7 800                 | 275 087   | Automobile                   | Dieter Zetsche          | (-2)           |
| 24.  | General Electric                     | Fairfield      | États-Unis   | 146 900                         | 13 600                | 305 000   | Société mixte                | Jeffrey R. Immelt       | (-2)           |
| 25.  | Petrobras                            | Rio de Janeiro | Brésil       | 144 100                         | 11 000                | 85 065    | Pétrole                      | Maria das Graças Foster | (-2)           |

## Classement par pays
| Rang | Pays            | Nombre | %    |
| ---- | --------------- | ------ | ---- |
| 1.   | États-Unis      | 132    | 26,4 |
| 2.   | Chine           | 89     | 17,8 |
| 3.   | Japon           | 62     | 12,4 |
| 4.   | France          | 31     | 6,2  |
| 5.   | Allemagne       | 29     | 5,8  |
| 6.   | Grande-Bretagne | 26     | 5,2  |
| 7.   | Suisse          | 14     | 2,8  |
| 8.   | Corée du Sud    | 13     | 2,6  |
| 9.   | Pays-Bas        | 11     | 2,2  |
| 10.  | Canada          | 9      | 1,8  |
| 11.  | Italie          | 8      | 1,6  |
| 12.  | Brésil          | 8      | 1,6  |
| 13.  | Espagne         | 8      | 1,6  |
| 14.  | Inde            | 8      | 1,6  |
| 15.  | Australie       | 8      | 1,6  |